# Mistrzostwa Świata w Piłce Ręcznej Kobiet 2021
Mistrzostwa Świata w Piłce Ręcznej Kobiet 2021 – dwudzieste piąte mistrzostwa świata w piłce ręcznej kobiet, zawody sportowe rangi mistrzowskiej organizowane przez IHF, które odbywały się w Hiszpanii w dniach 2–19 grudnia 2021 roku.
Były to pierwsze mistrzostwa rozegrane w trzydziestodwuzespołowej obsadzie. W grudniu 2019 roku zaprezentowano logo zawodów, zaś jego maskotką została rysica Lola, wybrana ze względu na szybkość, zaradność i charakter, które muszą przejawiać również zawodniczki. W porównaniu do poprzednich mistrzostw usankcjonowano obowiązkowy dzień wolny po meczu, a także zwiększono liczbę zawodników w każdym zespole z szesnastu do osiemnastu (a w szerokim składzie z dwudziestu ośmiu do trzydziestu pięciu) oraz liczbę zmian w turniejowym składzie z trzech do pięciu. Harmonogram rozgrywek opublikowano w połowie sierpnia 2021 roku, już po losowaniu grup.
Oficjalna strona internetowa zawodów dostępna w dwunastu językach została uruchomiona w lutym 2021 roku, zaś pod koniec sierpnia zaprezentowano oficjalną piłkę zawodów.

## Wybór organizatora
W połowie lutego 2015 roku Międzynarodowa Federacja Piłki Ręcznej ogłosiła terminarz wyłaniania gospodarza tych mistrzostw oraz wstępną listę zainteresowanych krajów. List intencyjny złożyła jedynie Francja. Kandydatury wraz z potwierdzeniem spełniania warunków formalnych miały być przesyłane do 13 marca 2015 roku, zaś ostateczny termin składania oficjalnych aplikacji upływał 1 maja tego roku. Miały zostać przedstawione władzom IHF tydzień później, a decyzja o przyznaniu praw do organizacji turnieju podjęta na spotkaniu Rady IHF w czerwcu 2015 roku. Ostatecznie jednak oficjalne kandydatury Hiszpanii i Węgier zostały przedstawione w połowie listopada 2016 roku, wybór gospodarza mistrzostw nastąpił pod koniec stycznia 2017 roku, a aprobatę władz IHF otrzymała Hiszpania.
Hiszpania nie gościła do tej pory turnieju rangi mistrzowskiej kobiet, była jednak gospodarzem męskich mistrzostw w 2013.

## Obiekty
Pod koniec czerwca 2018 roku, wraz z uruchomieniem kont w serwisach społecznościowych, organizatorzy przedstawili listę gospodarzy, którymi zostały Granollers, Castelló de la Plana, Tarragona, Lleida, Badalona i Barcelona. W połowie lipca 2021 roku organizatorzy postanowili zmniejszyć liczbę miast do czterech, a na ostatecznej liście znalazły się: Castelló de la Plana, Llíria, Torrevieja i Granollers.
| Castelló de la Plana                    | GranollersCastelló de la PlanaTorreviejaLlíria | Torrevieja                        |
| --------------------------------------- | ---------------------------------------------- | --------------------------------- |
| Pavelló Poliesportiu Ciutat de Castelló | GranollersCastelló de la PlanaTorreviejaLlíria | Palacio de Deportes de Torrevieja |
| Pojemność: 5263                         | GranollersCastelló de la PlanaTorreviejaLlíria | Pojemność: 4500                   |
|                                         | GranollersCastelló de la PlanaTorreviejaLlíria |                                   |
| Llíria                                  | GranollersCastelló de la PlanaTorreviejaLlíria | Granollers                        |
| Pavelló Pla de l’Arc                    | GranollersCastelló de la PlanaTorreviejaLlíria | Palau d’Esports de Granollers     |
| Pojemność: 4200                         | GranollersCastelló de la PlanaTorreviejaLlíria | Pojemność: 5685                   |
|                                         | GranollersCastelló de la PlanaTorreviejaLlíria |                                   |

## Zespoły
| Kraj                             | Strefa kwalifikacyjna                                 | Mistrzostwa 2019 |
| -------------------------------- | ----------------------------------------------------- | ---------------- |
| Hiszpania                        | Gospodarz                                             | 2. miejsce       |
| Holandia                         | Mistrzostwa świata 2019                               | Mistrzostwo      |
| Norwegia                         | Mistrzostwa Europy 2020 – 1. miejsce                  | 4. miejsce       |
| Francja                          | Mistrzostwa Europy 2020 – 2. miejsce                  | 13. miejsce      |
| Chorwacja                        | Mistrzostwa Europy 2020 – 3. miejsce                  | –                |
| Dania                            | Mistrzostwa Europy 2020 – 4. miejsce                  | 9. miejsce       |
| Węgry                            | Europa – Play-off                                     | 14. miejsce      |
| Czarnogóra                       | Europa – Play-off                                     | 5. miejsce       |
| Niemcy                           | Europa – Play-off                                     | 8. miejsce       |
| Austria                          | Europa – Play-off                                     | –                |
| Rosyjska Federacja Piłki Ręcznej | Europa – Play-off                                     | 3. miejsce       |
| Czechy                           | Europa – Play-off                                     | –                |
| Rumunia                          | Europa – Play-off                                     | 12. miejsce      |
| Serbia                           | Europa – Play-off                                     | 6. miejsce       |
| Szwecja                          | Europa – Play-off                                     | 7. miejsce       |
| Słowenia                         | Europa – Play-off                                     | 19. miejsce      |
| Angola                           | Mistrzostwa Afryki 2020 – 1. miejsce                  | 15. miejsce      |
| Kamerun                          | Mistrzostwa Afryki 2020 – 2. miejsce                  | –                |
| Tunezja                          | Mistrzostwa Afryki 2020 – 2. miejsce                  | –                |
| Kongo                            | Mistrzostwa Afryki 2020 – 4. miejsce                  | –                |
| Portoryko                        | Mistrzostwa Ameryki Północnej 2021 – 1. miejsce       | –                |
| Korea Południowa                 | Mistrzostwa Azji 2021 – 1. miejsce                    | 11. miejsce      |
| Japonia                          | Mistrzostwa Azji 2021 – 2. miejsce                    | 10. miejsce      |
| Kazachstan                       | Mistrzostwa Azji 2021 – 3. miejsce                    | 22. miejsce      |
| Iran                             | Mistrzostwa Azji 2021 – 4. miejsce                    | –                |
| Uzbekistan                       | Mistrzostwa Azji 2021 – 5. miejsce                    | –                |
| Brazylia                         | Mistrzostwa Ameryki Południowej 20212021 – 1. miejsce | 17. miejsce      |
| Argentyna                        | Mistrzostwa Ameryki Południowej 20212021 – 2. miejsce | 16. miejsce      |
| Paragwaj                         | Mistrzostwa Ameryki Południowej 20212021 – 3. miejsce | –                |
| Słowacja                         | „dzika karta” IHF                                     | 19. miejsce      |
| Polska                           | „dzika karta” IHF                                     | –                |
| Chiny                            | „dzika karta” IHF                                     | 23. miejsce      |

Z uwagi na fakt, iż żaden zespół z Oceanii nie zarejestrował się do udziału w mistrzostwach Azji, IHF mogła przyznać dwie dzikie karty, a otrzymały je Słowacja i Polska. Dodatkowo, zgodnie z zasadami IHF pomimo przysługujących Azji sześciu miejsc w kontynentalnym czempionacie dostępne było pięć, bowiem w zawodach nie wzięło udziału minimum dwanaście ekip – dziką kartę na ten wakat otrzymały następnie Chiny.

## Losowanie grup
Transmitowane w Internecie losowanie grup zostało zaplanowane na 12 sierpnia 2021 roku w Castelló de la Plana, a przed nim reprezentacje zostały podzielone na cztery koszyki.
| Koszyk 1                         |
| -------------------------------- |
| Holandia                         |
| Norwegia                         |
| Hiszpania                        |
| Francja                          |
| Chorwacja                        |
| Dania                            |
| Rosyjska Federacja Piłki Ręcznej |
| Niemcy                           |

| Koszyk 2   |
| ---------- |
| Czarnogóra |
| Węgry      |
| Szwecja    |
| AHF 1      |
| AHF 2      |
| Rumunia    |
| Serbia     |
| Austria    |

| Koszyk 3   |
| ---------- |
| Angola     |
| COSCABAL 1 |
| COSCABAL 2 |
| Kamerun    |
| Czechy     |
| Tunezja    |
| NACHC 1    |
| AHF 3      |

| Koszyk 4   |
| ---------- |
| AHF 4      |
| Słowacja   |
| Słowenia   |
| AHF 5      |
| AHF 6      |
| Kongo      |
| COSCABAL 3 |
| Polska     |

W wyniku losowania wyłonionych zostało osiem grup liczących po cztery zespoły.
| Grupa A    | Grupa B                          | Grupa C          | Grupa D           | Grupa E  | Grupa F                | Grupa G             | Grupa H              |
| ---------- | -------------------------------- | ---------------- | ----------------- | -------- | ---------------------- | ------------------- | -------------------- |
| Francja    | Rosyjska Federacja Piłki Ręcznej | Norwegia         | Holandia          | Niemcy   | Dania                  | Chorwacja           | Hiszpania            |
| Czarnogóra | Serbia                           | Rumunia          | Szwecja           | Węgry    | Korea Południowa AHF 1 | Japonia AHF 2       | Austria              |
| Angola     | Kamerun                          | Kazachstan AHF 3 | Portoryko NACHC 1 | Czechy   | Tunezja                | Brazylia COSCABAL 1 | Argentyna COSCABAL 2 |
| Słowenia   | Polska                           | Iran AHF 4       | Uzbekistan AHF 5  | Słowacja | Kongo                  | Paragwaj COSCABAL 3 | Chiny                |

## Sędziowie
W połowie października 2021 roku wyznaczono osiemnaście par arbitrów.
| Państwo              | Sędziowie                       |
| -------------------- | ------------------------------- |
| Algieria             | Youcef Belkhiri Sid Ali Hamidi  |
| Argentyna            | María Paolantoni Mariana García |
| Bośnia i Hercegowina | Amar Konjičanin Dino Konjičanin |
| Chorwacja            | Davor Lončar Zoran Lončar       |
| Dania                | Karina Christiansen Line Hansen |
| Egipt                | Yasmina El-Saied Heidy El-Saied |
| Francja              | Karim Gasmi Raouf Gasmi         |
| Niemcy               | Maike Merz Tanja Kuttler        |
| Mołdawia             | Alexei Covalciuc Igor Covalciuc |

| Referees         | Referees                               |
| ---------------- | -------------------------------------- |
| Czarnogóra       | Novica Mitrović Miljan Vešović         |
| Portugalia       | Marta Sá Vânia Sá                      |
| Rumunia          | Cristina Năstase Simona Stancu         |
| Rosja            | Wiktorija Ałpaidze Tatjana Bieriezkina |
| Serbia           | Marko Sekulić Vladimir Jovandić        |
| Korea Południowa | Koo Bo-ok Lee Se-ok                    |
| Hiszpania        | Javier Álvarez Ion Bustamante          |
| Tunezja          | Samir Krichen Samir Makhlouf           |
| Turcja           | Kürşad Erdoğan İbrahim Özdeniz         |

## Faza grupowa

### Grupa A
| 3 grudnia 202118:00 | Francja                         | 30:20(13:9) | Angola             | Palau d’Esports, Granollers Widzów: 791 Sędzia: Davor Lončar, Zoran Lončar |
| 3 grudnia 202118:00 | Lucie Granier, Pauletta Foppa 4 | 30:20(13:9) | 5 Liliana Venâncio | Palau d’Esports, Granollers Widzów: 791 Sędzia: Davor Lončar, Zoran Lončar |
| 3 grudnia 202118:00 | 4×                              | 30:20(13:9) | 7× · 1×            | Palau d’Esports, Granollers Widzów: 791 Sędzia: Davor Lončar, Zoran Lončar |

| 3 grudnia 202120:30 | Czarnogóra          | 18:28(8:16) | Słowenia   | Palau d’Esports, Granollers Widzów: 1007 Sędzia: Javier Álvarez, Ion Bustamante |
| 3 grudnia 202120:30 | Jovanka Radičević 7 | 18:28(8:16) | 6 Ana Gros | Palau d’Esports, Granollers Widzów: 1007 Sędzia: Javier Álvarez, Ion Bustamante |
| 3 grudnia 202120:30 | 4× · 1×             | 18:28(8:16) | 5×         | Palau d’Esports, Granollers Widzów: 1007 Sędzia: Javier Álvarez, Ion Bustamante |

| 5 grudnia 202118:00 | Słowenia       | 18:29(8:13) | Francja             | Palau d’Esports, Granollers Widzów: 1211 Sędzia: Marta Sá, Vânia Sá |
| 5 grudnia 202118:00 | Alja Varagić 6 | 18:29(8:13) | 6 Estelle Nze Minko | Palau d’Esports, Granollers Widzów: 1211 Sędzia: Marta Sá, Vânia Sá |
| 5 grudnia 202118:00 | 5× · 1×        | 18:29(8:13) | 3× · 1×             | Palau d’Esports, Granollers Widzów: 1211 Sędzia: Marta Sá, Vânia Sá |

| 5 grudnia 202120:30 | Czarnogóra           | 30:20(11:9) | Angola          | Palau d’Esports, Granollers Widzów: 1310 Sędzia: Mariana García, María Paolantoni |
| 5 grudnia 202120:30 | Jovanka Radičević 12 | 30:20(11:9) | 6 Isabel Guialo | Palau d’Esports, Granollers Widzów: 1310 Sędzia: Mariana García, María Paolantoni |
| 5 grudnia 202120:30 | 2× · 1×              | 30:20(11:9) | 2× · 1×         | Palau d’Esports, Granollers Widzów: 1310 Sędzia: Mariana García, María Paolantoni |

| 7 grudnia 202118:00 | Angola            | 25:25(14:13) | Słowenia    | Palau d’Esports, Granollers Widzów: 1450 Sędzia: Cristina Năstase, Simona Stancu |
| 7 grudnia 202118:00 | Stélvia Pascoal 7 | 25:25(14:13) | 12 Ana Gros | Palau d’Esports, Granollers Widzów: 1450 Sędzia: Cristina Năstase, Simona Stancu |
| 7 grudnia 202118:00 | 2×                | 25:25(14:13) | 2× · 1×     | Palau d’Esports, Granollers Widzów: 1450 Sędzia: Cristina Năstase, Simona Stancu |

| 7 grudnia 202120:30 | Francja             | 24:19(12:12) | Czarnogóra          | Palau d’Esports, Granollers Widzów: 2481 Sędzia: Youcef Belkhiri, Sid Ali Hamidi |
| 7 grudnia 202120:30 | Coralie Lassource 6 | 24:19(12:12) | 7 Jovanka Radičević | Palau d’Esports, Granollers Widzów: 2481 Sędzia: Youcef Belkhiri, Sid Ali Hamidi |
| 7 grudnia 202120:30 | 2× · 3×             | 24:19(12:12) | 4× · 1× · 1×        | Palau d’Esports, Granollers Widzów: 2481 Sędzia: Youcef Belkhiri, Sid Ali Hamidi |

### Grupa B
| 3 grudnia 202118:00 | Rosyjska Federacja Piłki Ręcznej | 40:18(17:10) | Kamerun         | Pavelló Pla de l’Arc, Llíria Widzów: 690 Sędzia: Koo Bo-ok, Lee Se-ok |
| 3 grudnia 202118:00 | Julija Markowa 6                 | 40:18(17:10) | 4 Karichma Ekoh | Pavelló Pla de l’Arc, Llíria Widzów: 690 Sędzia: Koo Bo-ok, Lee Se-ok |
| 3 grudnia 202118:00 | 3×                               | 40:18(17:10) | 3× · 1×         | Pavelló Pla de l’Arc, Llíria Widzów: 690 Sędzia: Koo Bo-ok, Lee Se-ok |

| 3 grudnia 202120:30 | Serbia              | 25:21(16:13) | Polska              | Pavelló Pla de l’Arc, Llíria Widzów: 1067 Sędzia: Karim Gasmi, Raouf Gasmi |
| 3 grudnia 202120:30 | Anđela Janjušević 7 | 25:21(16:13) | 6 Aleksandra Rosiak | Pavelló Pla de l’Arc, Llíria Widzów: 1067 Sędzia: Karim Gasmi, Raouf Gasmi |
| 3 grudnia 202120:30 | 4× · 1×             | 25:21(16:13) | 4× · 2×             | Pavelló Pla de l’Arc, Llíria Widzów: 1067 Sędzia: Karim Gasmi, Raouf Gasmi |

| 5 grudnia 202118:00 | Polska              | 23:26(10:16) | Rosyjska Federacja Piłki Ręcznej | Pavelló Pla de l’Arc, Llíria Widzów: 1166 Sędzia: Karina Christiansen, Line Hansen |
| 5 grudnia 202118:00 | Aleksandra Rosiak 8 | 23:26(10:16) | 8 Jekatierina Iljina             | Pavelló Pla de l’Arc, Llíria Widzów: 1166 Sędzia: Karina Christiansen, Line Hansen |
| 5 grudnia 202118:00 | 2× · 2×             | 23:26(10:16) | 3× · 1×                          | Pavelló Pla de l’Arc, Llíria Widzów: 1166 Sędzia: Karina Christiansen, Line Hansen |

| 5 grudnia 202120:30 | Serbia          | 43:18(19:9) | Kamerun         | Pavelló Pla de l’Arc, Llíria Widzów: 1086 Sędzia: Youcef Belkhiri, Sid Ali Hamidi |
| 5 grudnia 202120:30 | Marija Agbaba 7 | 43:18(19:9) | 7 Karichma Ekoh | Pavelló Pla de l’Arc, Llíria Widzów: 1086 Sędzia: Youcef Belkhiri, Sid Ali Hamidi |
| 5 grudnia 202120:30 | 1× · 1×         | 43:18(19:9) | 6× · 1×         | Pavelló Pla de l’Arc, Llíria Widzów: 1086 Sędzia: Youcef Belkhiri, Sid Ali Hamidi |

| 7 grudnia 202118:00 | Kamerun         | 19:33(7:16) | Polska          | Pavelló Pla de l’Arc, Llíria Widzów: 1179 Sędzia: Marta Sá, Vânia Sá |
| 7 grudnia 202118:00 | Karichma Ekoh 9 | 19:33(7:16) | 9 Romana Roszak | Pavelló Pla de l’Arc, Llíria Widzów: 1179 Sędzia: Marta Sá, Vânia Sá |
| 7 grudnia 202118:00 | 6×              | 19:33(7:16) | 4×              | Pavelló Pla de l’Arc, Llíria Widzów: 1179 Sędzia: Marta Sá, Vânia Sá |

| 7 grudnia 202120:30 | Rosyjska Federacja Piłki Ręcznej | 32:22(15:9) | Serbia                                 | Pavelló Pla de l’Arc, Llíria Widzów: 1500 Sędzia: Maike Merz, Tanja Kuttler |
| 7 grudnia 202120:30 | Julija Manaharowa 7              | 32:22(15:9) | 4 Tamara Radojević, Jovana Stoiljković | Pavelló Pla de l’Arc, Llíria Widzów: 1500 Sędzia: Maike Merz, Tanja Kuttler |
| 7 grudnia 202120:30 | 3×                               | 32:22(15:9) | 5× · 2× · 1×                           | Pavelló Pla de l’Arc, Llíria Widzów: 1500 Sędzia: Maike Merz, Tanja Kuttler |

### Grupa C
| 3 grudnia 202118:00 | Rumunia                          | 39:11(20:3) | Iran               | Pavelló Poliesportiu, Castelló de la Plana Widzów: 600 Sędzia: Wiktorija Ałpaidze, Tatjana Bieriezkina |
| 3 grudnia 202118:00 | Nicoleta Dincă, Cristina Laslo 6 | 39:11(20:3) | 6 Mina Vatanparast | Pavelló Poliesportiu, Castelló de la Plana Widzów: 600 Sędzia: Wiktorija Ałpaidze, Tatjana Bieriezkina |
| 3 grudnia 202118:00 | 1×                               | 39:11(20:3) | 2× · 1×            | Pavelló Poliesportiu, Castelló de la Plana Widzów: 600 Sędzia: Wiktorija Ałpaidze, Tatjana Bieriezkina |

| 3 grudnia 202120:30 | Norwegia        | 46:18(24:10) | Kazachstan           | Pavelló Poliesportiu, Castelló de la Plana Widzów: 900 Sędzia: Kürşad Erdoğan, İbrahim Özdeniz |
| 3 grudnia 202120:30 | Emilie Hovden 7 | 46:18(24:10) | 7 Irina Aleksandrowa | Pavelló Poliesportiu, Castelló de la Plana Widzów: 900 Sędzia: Kürşad Erdoğan, İbrahim Özdeniz |
| 3 grudnia 202120:30 | 3× · 1×         | 46:18(24:10) |                      | Pavelló Poliesportiu, Castelló de la Plana Widzów: 900 Sędzia: Kürşad Erdoğan, İbrahim Özdeniz |

| 5 grudnia 202118:00 | Rumunia       | 38:17(14:9) | Kazachstan           | Pavelló Poliesportiu, Castelló de la Plana Widzów: 1200 Sędzia: Yasmina El-Saied, Heidy El-Saied |
| 5 grudnia 202118:00 | Laura Moisă 6 | 38:17(14:9) | 8 Irina Aleksandrowa | Pavelló Poliesportiu, Castelló de la Plana Widzów: 1200 Sędzia: Yasmina El-Saied, Heidy El-Saied |
| 5 grudnia 202118:00 | 3×            | 38:17(14:9) | 1× · 1×              | Pavelló Poliesportiu, Castelló de la Plana Widzów: 1200 Sędzia: Yasmina El-Saied, Heidy El-Saied |

| 5 grudnia 202120:30 | Iran                   | 9:41(3:22) | Norwegia                 | Pavelló Poliesportiu, Castelló de la Plana Widzów: 850 Sędzia: Amar Konjičanin, Dino Konjičanin |
| 5 grudnia 202120:30 | trzy piłkarki ręczne 2 | 9:41(3:22) | 7 Marit Røsberg Jacobsen | Pavelló Poliesportiu, Castelló de la Plana Widzów: 850 Sędzia: Amar Konjičanin, Dino Konjičanin |
| 5 grudnia 202120:30 | 3×                     | 9:41(3:22) | 1×                       | Pavelló Poliesportiu, Castelló de la Plana Widzów: 850 Sędzia: Amar Konjičanin, Dino Konjičanin |

| 7 grudnia 202118:00 | Kazachstan           | 31:25(14:10) | Iran             | Pavelló Poliesportiu, Castelló de la Plana Widzów: 1400 Sędzia: Mariana García, María Paolantoni |
| 7 grudnia 202118:00 | Irina Aleksandrowa 8 | 31:25(14:10) | 6 Arezoo Kianara | Pavelló Poliesportiu, Castelló de la Plana Widzów: 1400 Sędzia: Mariana García, María Paolantoni |
| 7 grudnia 202118:00 | 6×                   | 31:25(14:10) | 4×               | Pavelló Poliesportiu, Castelló de la Plana Widzów: 1400 Sędzia: Mariana García, María Paolantoni |

| 7 grudnia 202120:30 | Norwegia             | 33:22(17:11) | Rumunia          | Pavelló Poliesportiu, Castelló de la Plana Widzów: 3200 Sędzia: Novica Mitrović, Miljan Vešović |
| 7 grudnia 202120:30 | Kari Brattset Dale 7 | 33:22(17:11) | 6 Cristina Laslo | Pavelló Poliesportiu, Castelló de la Plana Widzów: 3200 Sędzia: Novica Mitrović, Miljan Vešović |
| 7 grudnia 202120:30 | 2× · 2×              | 33:22(17:11) | 4× · 2×          | Pavelló Poliesportiu, Castelló de la Plana Widzów: 3200 Sędzia: Novica Mitrović, Miljan Vešović |

### Grupa D
| 3 grudnia 202118:00 | Holandia                            | 55:15(23:6) | Portoryko           | Palacio de Deportes, Torrevieja Widzów: 548 Sędzia: Alexei Covalciuc, Igor Covalciuc |
| 3 grudnia 202118:00 | Bo van Wetering, Kelly Vollebregt 8 | 55:15(23:6) | 5 Nathalys Ceballos | Palacio de Deportes, Torrevieja Widzów: 548 Sędzia: Alexei Covalciuc, Igor Covalciuc |
| 3 grudnia 202118:00 | 1× · 1×                             | 55:15(23:6) |                     | Palacio de Deportes, Torrevieja Widzów: 548 Sędzia: Alexei Covalciuc, Igor Covalciuc |

| 3 grudnia 202120:30 | Szwecja       | 46:15(22:11) | Uzbekistan                                   | Palacio de Deportes, Torrevieja Widzów: 1138 Sędzia: Makro Sekulić, Vladimir Jovandić |
| 3 grudnia 202120:30 | Clara Lerby 6 | 46:15(22:11) | 3 Madina Khudoykulova, Sevara Razakbergenova | Palacio de Deportes, Torrevieja Widzów: 1138 Sędzia: Makro Sekulić, Vladimir Jovandić |
| 3 grudnia 202120:30 | 1×            | 46:15(22:11) | 1×                                           | Palacio de Deportes, Torrevieja Widzów: 1138 Sędzia: Makro Sekulić, Vladimir Jovandić |

| 5 grudnia 202118:00 | Szwecja            | 48:10(26:5) | Portoryko           | Palacio de Deportes, Torrevieja Widzów: 907 Sędzia: Tanja Kuttler, Maike Merz |
| 5 grudnia 202118:00 | Nathalie Hagman 19 | 48:10(26:5) | 3 Nathalys Ceballos | Palacio de Deportes, Torrevieja Widzów: 907 Sędzia: Tanja Kuttler, Maike Merz |
| 5 grudnia 202118:00 | 4× · 2× · 1×       | 48:10(26:5) | 5×                  | Palacio de Deportes, Torrevieja Widzów: 907 Sędzia: Tanja Kuttler, Maike Merz |

| 5 grudnia 202120:30 | Uzbekistan                                      | 17:58(10:28) | Holandia                      | Palacio de Deportes, Torrevieja Widzów: 1009 Sędzia: Novica Mitrović, Miljan Vešović |
| 5 grudnia 202120:30 | Dilbarhon Bahromova, Oyazimkhon Abdumannonova 4 | 17:58(10:28) | 7 Debbie Bont, Larissa Nusser | Palacio de Deportes, Torrevieja Widzów: 1009 Sędzia: Novica Mitrović, Miljan Vešović |
| 5 grudnia 202120:30 | 4×                                              | 17:58(10:28) | 1× · 1×                       | Palacio de Deportes, Torrevieja Widzów: 1009 Sędzia: Novica Mitrović, Miljan Vešović |

| 7 grudnia 202118:00 | Portoryko           | 30:24(14:12) | Uzbekistan             | Palacio de Deportes, Torrevieja Widzów: 571 Sędzia: Samir Krichen, Samir Makhlouf |
| 7 grudnia 202118:00 | Nathalys Ceballos 9 | 30:24(14:12) | 10 Madina Khudoykulova | Palacio de Deportes, Torrevieja Widzów: 571 Sędzia: Samir Krichen, Samir Makhlouf |
| 7 grudnia 202118:00 | 4× · 2×             | 30:24(14:12) | 2× · 1×                | Palacio de Deportes, Torrevieja Widzów: 571 Sędzia: Samir Krichen, Samir Makhlouf |

| 7 grudnia 202120:30 | Holandia      | 31:31(17:18) | Szwecja          | Palacio de Deportes, Torrevieja Widzów: 1825 Sędzia: Amar Konjičanin, Dino Konjičanin |
| 7 grudnia 202120:30 | Debbie Bont 6 | 31:31(17:18) | 8 Jamina Roberts | Palacio de Deportes, Torrevieja Widzów: 1825 Sędzia: Amar Konjičanin, Dino Konjičanin |
| 7 grudnia 202120:30 | 3×            | 31:31(17:18) | 3×               | Palacio de Deportes, Torrevieja Widzów: 1825 Sędzia: Amar Konjičanin, Dino Konjičanin |

### Grupa E
| 2 grudnia 202118:00 | Niemcy                           | 31:21(17:10) | Czechy                 | Pavelló Pla de l’Arc, Llíria Widzów: 375 Sędzia: Youcef Belkhiri, Sid Ali Hamidi |
| 2 grudnia 202118:00 | Alina Grijseels, Julia Maidhof 4 | 31:21(17:10) | 4 trzy piłkarki ręczne | Pavelló Pla de l’Arc, Llíria Widzów: 375 Sędzia: Youcef Belkhiri, Sid Ali Hamidi |
| 2 grudnia 202118:00 | 3× · 1×                          | 31:21(17:10) | 4× · 1×                | Pavelló Pla de l’Arc, Llíria Widzów: 375 Sędzia: Youcef Belkhiri, Sid Ali Hamidi |

| 2 grudnia 202120:30 | Węgry                         | 35:29(16:16) | Słowacja        | Pavelló Pla de l’Arc, Llíria Widzów: 448 Sędzia: Karina Christiansen, Line Hansen |
| 2 grudnia 202120:30 | Katrin Klujber, Noémi Háfra 7 | 35:29(16:16) | 8 Réka Bíziková | Pavelló Pla de l’Arc, Llíria Widzów: 448 Sędzia: Karina Christiansen, Line Hansen |
| 2 grudnia 202120:30 | 2×                            | 35:29(16:16) | 3×              | Pavelló Pla de l’Arc, Llíria Widzów: 448 Sędzia: Karina Christiansen, Line Hansen |

| 4 grudnia 202118:00 | Słowacja                            | 22:36(12:17) | Niemcy            | Pavelló Pla de l’Arc, Llíria Widzów: 1144 Sędzia: Koo Bo-ok, Lee Se-ok |
| 4 grudnia 202118:00 | Vladimíra Bajčiová, Réka Bíziková 4 | 22:36(12:17) | 6 Alina Grijseels | Pavelló Pla de l’Arc, Llíria Widzów: 1144 Sędzia: Koo Bo-ok, Lee Se-ok |
| 4 grudnia 202118:00 | 3×                                  | 22:36(12:17) | 3×                | Pavelló Pla de l’Arc, Llíria Widzów: 1144 Sędzia: Koo Bo-ok, Lee Se-ok |

| 4 grudnia 202120:30 | Węgry             | 32:29(17:15) | Czechy               | Pavelló Pla de l’Arc, Llíria Widzów: 1145 Sędzia: Karim Gasmi, Raouf Gasmi |
| 4 grudnia 202120:30 | Katrin Klujber 11 | 32:29(17:15) | 10 Markéta Jeřábková | Pavelló Pla de l’Arc, Llíria Widzów: 1145 Sędzia: Karim Gasmi, Raouf Gasmi |
| 4 grudnia 202120:30 | 7× · 2×           | 32:29(17:15) | 2× · 2×              | Pavelló Pla de l’Arc, Llíria Widzów: 1145 Sędzia: Karim Gasmi, Raouf Gasmi |

| 6 grudnia 202118:00 | Czechy                                | 24:23(15:14) | Słowacja        | Pavelló Pla de l’Arc, Llíria Widzów: 1294 Sędzia: Kürşad Erdoğan, İbrahim Özdeniz |
| 6 grudnia 202118:00 | Dominika Zachová, Markéta Jeřábková 4 | 24:23(15:14) | 5 Barbora Lancz | Pavelló Pla de l’Arc, Llíria Widzów: 1294 Sędzia: Kürşad Erdoğan, İbrahim Özdeniz |
| 6 grudnia 202118:00 | 3× · 1×                               | 24:23(15:14) | 2× · 2× · 1×    | Pavelló Pla de l’Arc, Llíria Widzów: 1294 Sędzia: Kürşad Erdoğan, İbrahim Özdeniz |

| 6 grudnia 202120:30 | Niemcy                           | 25:24(14:9) | Węgry             | Pavelló Pla de l’Arc, Llíria Widzów: 2053 Sędzia: Javier Álvarez, Ion Bustamante |
| 6 grudnia 202120:30 | Meike Schmelzer, Julia Maidhof 5 | 25:24(14:9) | 5 Viktória Lukács | Pavelló Pla de l’Arc, Llíria Widzów: 2053 Sędzia: Javier Álvarez, Ion Bustamante |
| 6 grudnia 202120:30 | 3× · 1×                          | 25:24(14:9) | 3×                | Pavelló Pla de l’Arc, Llíria Widzów: 2053 Sędzia: Javier Álvarez, Ion Bustamante |

### Grupa F
| 2 grudnia 202118:00 | Korea Południowa | 37:23(22:11) | Kongo            | Palau d’Esports, Granollers Widzów: 641 Sędzia: María Paolantoni, Mariana García |
| 2 grudnia 202118:00 | Kim So-ra 6      | 37:23(22:11) | 5 Joséphine Nkou | Palau d’Esports, Granollers Widzów: 641 Sędzia: María Paolantoni, Mariana García |
| 2 grudnia 202118:00 | 3× · 1×          | 37:23(22:11) | 3×               | Palau d’Esports, Granollers Widzów: 641 Sędzia: María Paolantoni, Mariana García |

| 2 grudnia 202120:30 | Dania               | 35:16(16:8) | Tunezja            | Palau d’Esports, Granollers Widzów: 727 Sędzia: Marta Sá, Vânia Sá |
| 2 grudnia 202120:30 | Kathrine Heindahl 6 | 35:16(16:8) | 4 Boutheïna Amiche | Palau d’Esports, Granollers Widzów: 727 Sędzia: Marta Sá, Vânia Sá |
| 2 grudnia 202120:30 | 5×                  | 35:16(16:8) | 3×                 | Palau d’Esports, Granollers Widzów: 727 Sędzia: Marta Sá, Vânia Sá |

| 4 grudnia 202118:00 | Korea Południowa | 31:29(14:14) | Tunezja        | Palau d’Esports, Granollers Widzów: 491 Sędzia: Simona Stancu, Cristina Năstase |
| 4 grudnia 202118:00 | Ryu Eun-hee 7    | 31:29(14:14) | 6 Rakia Rezgui | Palau d’Esports, Granollers Widzów: 491 Sędzia: Simona Stancu, Cristina Năstase |
| 4 grudnia 202118:00 | 4×               | 31:29(14:14) | 2×             | Palau d’Esports, Granollers Widzów: 491 Sędzia: Simona Stancu, Cristina Năstase |

| 4 grudnia 202120:30 | Kongo                   | 18:33(7:18) | Dania          | Palau d’Esports, Granollers Widzów: 611 Sędzia: Davor Lončar, Zoran Lončar |
| 4 grudnia 202120:30 | Betchaïdelle Ngombele 5 | 18:33(7:18) | 6 Lærke Nolsøe | Palau d’Esports, Granollers Widzów: 611 Sędzia: Davor Lončar, Zoran Lončar |
| 4 grudnia 202120:30 | 4×                      | 18:33(7:18) | 5×             | Palau d’Esports, Granollers Widzów: 611 Sędzia: Davor Lončar, Zoran Lončar |

| 6 grudnia 202118:00 | Tunezja          | 24:33(9:18) | Kongo          | Palau d’Esports, Granollers Widzów: 972 Sędzia: Alexei Covalciuc, Igor Covalciuc |
| 6 grudnia 202118:00 | Sondes Hachana 7 | 24:33(9:18) | 11 Diane Yimga | Palau d’Esports, Granollers Widzów: 972 Sędzia: Alexei Covalciuc, Igor Covalciuc |
| 6 grudnia 202118:00 | 1× · 2×          | 24:33(9:18) | 5× · 3×        | Palau d’Esports, Granollers Widzów: 972 Sędzia: Alexei Covalciuc, Igor Covalciuc |

| 6 grudnia 202120:30 | Dania           | 35:23(19:14) | Korea Południowa | Palau d’Esports, Granollers Widzów: 1502 Sędzia: Karim Gasmi, Raouf Gasmi |
| 6 grudnia 202120:30 | Rikke Iversen 6 | 35:23(19:14) | 9 Ryu Eun-hee    | Palau d’Esports, Granollers Widzów: 1502 Sędzia: Karim Gasmi, Raouf Gasmi |
| 6 grudnia 202120:30 | 2×              | 35:23(19:14) | 2×               | Palau d’Esports, Granollers Widzów: 1502 Sędzia: Karim Gasmi, Raouf Gasmi |

### Grupa G
| 2 grudnia 202118:00 | Chorwacja            | 25:30(12:18) | Brazylia         | Pavelló Poliesportiu, Castelló de la Plana Widzów: 700 Sędzia: Yasmina El-Saied, Heidy El-Saied |
| 2 grudnia 202118:00 | Valentina Blažević 7 | 25:30(12:18) | 7 Bruna de Paula | Pavelló Poliesportiu, Castelló de la Plana Widzów: 700 Sędzia: Yasmina El-Saied, Heidy El-Saied |
| 2 grudnia 202118:00 | 3× · 1×              | 25:30(12:18) | 3× · 1×          | Pavelló Poliesportiu, Castelló de la Plana Widzów: 700 Sędzia: Yasmina El-Saied, Heidy El-Saied |

| 2 grudnia 202120:30 | Japonia                          | 40:17(19:10) | Paragwaj                         | Pavelló Poliesportiu, Castelló de la Plana Widzów: 400 Sędzia: Amar Konjičanin, Dino Konjičanin |
| 2 grudnia 202120:30 | Natsuki Aizawa, Yuki Yoshidome 6 | 40:17(19:10) | 4 Sabrina Fiore, María Fernández | Pavelló Poliesportiu, Castelló de la Plana Widzów: 400 Sędzia: Amar Konjičanin, Dino Konjičanin |
| 2 grudnia 202120:30 | 6×                               | 40:17(19:10) | 2×                               | Pavelló Poliesportiu, Castelló de la Plana Widzów: 400 Sędzia: Amar Konjičanin, Dino Konjičanin |

| 4 grudnia 202118:00 | Paragwaj       | 16:38(5:15) | Chorwacja                      | Pavelló Poliesportiu, Castelló de la Plana Widzów: 550 Sędzia: Kürşad Erdoğan, İbrahim Özdeniz |
| 4 grudnia 202118:00 | Fátima Acuña 5 | 16:38(5:15) | 6 Ana Turk, Valentina Blažević | Pavelló Poliesportiu, Castelló de la Plana Widzów: 550 Sędzia: Kürşad Erdoğan, İbrahim Özdeniz |
| 4 grudnia 202118:00 | 8×             | 16:38(5:15) | 5× · 1×                        | Pavelló Poliesportiu, Castelló de la Plana Widzów: 550 Sędzia: Kürşad Erdoğan, İbrahim Özdeniz |

| 4 grudnia 202120:30 | Japonia                | 25:29(15:12) | Brazylia                    | Pavelló Poliesportiu, Castelló de la Plana Widzów: 890 Sędzia: Karina Christiansen, Line Hansen |
| 4 grudnia 202120:30 | trzy piłkarki ręczne 4 | 25:29(15:12) | 7 Adriana Cardoso de Castro | Pavelló Poliesportiu, Castelló de la Plana Widzów: 890 Sędzia: Karina Christiansen, Line Hansen |
| 4 grudnia 202120:30 | 5×                     | 25:29(15:12) | 2× · 1×                     | Pavelló Poliesportiu, Castelló de la Plana Widzów: 890 Sędzia: Karina Christiansen, Line Hansen |

| 6 grudnia 202118:00 | Brazylia           | 33:19(20:7) | Paragwaj                          | Pavelló Poliesportiu, Castelló de la Plana Widzów: 850 Sędzia: Koo Bo-ok, Lee Se-ok |
| 6 grudnia 202118:00 | Jéssica Quintino 6 | 33:19(20:7) | 3 María Fernández, Jazmín Mendoza | Pavelló Poliesportiu, Castelló de la Plana Widzów: 850 Sędzia: Koo Bo-ok, Lee Se-ok |
| 6 grudnia 202118:00 | 4× · 1×            | 33:19(20:7) | 1×                                | Pavelló Poliesportiu, Castelló de la Plana Widzów: 850 Sędzia: Koo Bo-ok, Lee Se-ok |

| 6 grudnia 202120:30 | Chorwacja        | 26:28(14:14) | Japonia         | Pavelló Poliesportiu, Castelló de la Plana Widzów: 1100 Sędzia: Wiktorija Ałpaidze, Tatjana Bieriezkina |
| 6 grudnia 202120:30 | Larissa Kalaus 6 | 26:28(14:14) | 9 Kaho Nakayama | Pavelló Poliesportiu, Castelló de la Plana Widzów: 1100 Sędzia: Wiktorija Ałpaidze, Tatjana Bieriezkina |
| 6 grudnia 202120:30 | 4× · 1×          | 26:28(14:14) | 7×              | Pavelló Poliesportiu, Castelló de la Plana Widzów: 1100 Sędzia: Wiktorija Ałpaidze, Tatjana Bieriezkina |

### Grupa H
| 1 grudnia 202120:30 | Hiszpania                            | 29:13(11:10) | Argentyna      | Palacio de Deportes, Torrevieja Widzów: 2080 Sędzia: Wiktorija Ałpaidze, Tatjana Bieriezkina |
| 1 grudnia 202120:30 | Alexandrina Barbosa, Carmen Campos 5 | 29:13(11:10) | 3 Elke Karsten | Palacio de Deportes, Torrevieja Widzów: 2080 Sędzia: Wiktorija Ałpaidze, Tatjana Bieriezkina |
| 1 grudnia 202120:30 | 4× · 2×                              | 29:13(11:10) | 5×             | Palacio de Deportes, Torrevieja Widzów: 2080 Sędzia: Wiktorija Ałpaidze, Tatjana Bieriezkina |

| 2 grudnia 202118:00 | Austria           | 38:27(22:13) | Chiny          | Palacio de Deportes, Torrevieja Widzów: 250 Sędzia: Novica Mitrović, Miljan Vešović |
| 2 grudnia 202118:00 | Katarina Pandza 9 | 38:27(22:13) | 8 Zhang Haixia | Palacio de Deportes, Torrevieja Widzów: 250 Sędzia: Novica Mitrović, Miljan Vešović |
| 2 grudnia 202118:00 | 4×                | 38:27(22:13) | 9× · 2×        | Palacio de Deportes, Torrevieja Widzów: 250 Sędzia: Novica Mitrović, Miljan Vešović |

| 4 grudnia 202118:00 | Austria            | 29:31(14:18) | Argentyna       | Palacio de Deportes, Torrevieja Widzów: 1622 Sędzia: Samir Krichen, Samir Makhlouf |
| 4 grudnia 202118:00 | Katarina Pandza 10 | 29:31(14:18) | 11 Elke Karsten | Palacio de Deportes, Torrevieja Widzów: 1622 Sędzia: Samir Krichen, Samir Makhlouf |
| 4 grudnia 202118:00 | 8× · 2× · 1×       | 29:31(14:18) | 4×              | Palacio de Deportes, Torrevieja Widzów: 1622 Sędzia: Samir Krichen, Samir Makhlouf |

| 4 grudnia 202120:30 | Chiny         | 18:33(7:16) | Hiszpania             | Palacio de Deportes, Torrevieja Widzów: 2619 Sędzia: Alexei Covalciuc, Igor Covalciuc |
| 4 grudnia 202120:30 | Wang Shuhui 3 | 18:33(7:16) | 5 Alexandrina Barbosa | Palacio de Deportes, Torrevieja Widzów: 2619 Sędzia: Alexei Covalciuc, Igor Covalciuc |
| 4 grudnia 202120:30 | 5× · 1× · 1×  | 18:33(7:16) | 2× · 1×               | Palacio de Deportes, Torrevieja Widzów: 2619 Sędzia: Alexei Covalciuc, Igor Covalciuc |

| 6 grudnia 202118:00 | Argentyna      | 36:24(17:9) | Chiny          | Palacio de Deportes, Torrevieja Widzów: 1326 Sędzia: Heidy El-Saied, Yasmina El-Saied |
| 6 grudnia 202118:00 | Elke Karsten 8 | 36:24(17:9) | 8 Jin Mengqing | Palacio de Deportes, Torrevieja Widzów: 1326 Sędzia: Heidy El-Saied, Yasmina El-Saied |
| 6 grudnia 202118:00 | 6×             | 36:24(17:9) |                | Palacio de Deportes, Torrevieja Widzów: 1326 Sędzia: Heidy El-Saied, Yasmina El-Saied |

| 6 grudnia 202120:30 | Hiszpania       | 31:19(14:6) | Austria           | Palacio de Deportes, Torrevieja Widzów: 3000 Sędzia: Marko Sekulić, Vladimir Jovandić |
| 6 grudnia 202120:30 | Carmen Martín 9 | 31:19(14:6) | 8 Patricia Kovács | Palacio de Deportes, Torrevieja Widzów: 3000 Sędzia: Marko Sekulić, Vladimir Jovandić |
| 6 grudnia 202120:30 | 2× · 2×         | 31:19(14:6) | 3×                | Palacio de Deportes, Torrevieja Widzów: 3000 Sędzia: Marko Sekulić, Vladimir Jovandić |

## President’s Cup

### Grupa 1
| 9 grudnia 202115:00 | Angola              | 35:24(16:14) | Kamerun         | Pavelló Pla de l’Arc, Llíria Widzów: 220 Sędzia: Cristina Năstase, Simona Stancu |
| 9 grudnia 202115:00 | Albertina Kassoma 6 | 35:24(16:14) | 7 Karichma Ekoh | Pavelló Pla de l’Arc, Llíria Widzów: 220 Sędzia: Cristina Năstase, Simona Stancu |
| 9 grudnia 202115:00 | 6× · 2× · 1×        | 35:24(16:14) | 2× · 1×         | Pavelló Pla de l’Arc, Llíria Widzów: 220 Sędzia: Cristina Năstase, Simona Stancu |

| 9 grudnia 202117:30 | Iran            | 32:37(18:20) | Uzbekistan             | Pavelló Pla de l’Arc, Llíria Widzów: 415 Sędzia: Heidy El-Saied, Yasmina El-Saied |
| 9 grudnia 202117:30 | Elnaz Ghasemi 9 | 32:37(18:20) | 11 Madina Khudoykulova | Pavelló Pla de l’Arc, Llíria Widzów: 415 Sędzia: Heidy El-Saied, Yasmina El-Saied |
| 9 grudnia 202117:30 | 3× · 1×         | 32:37(18:20) | 3× · 1×                | Pavelló Pla de l’Arc, Llíria Widzów: 415 Sędzia: Heidy El-Saied, Yasmina El-Saied |

| 11 grudnia 202115:00 | Angola | 41:8(24:4) | Iran | Pavelló Pla de l’Arc, Llíria |
| 11 grudnia 202115:00 |        | 41:8(24:4) |      | Pavelló Pla de l’Arc, Llíria |

| 11 grudnia 202117:30 | Kamerun | 42:23(19:6) | Uzbekistan | Pavelló Pla de l’Arc, Llíria |
| 11 grudnia 202117:30 |         | 42:23(19:6) |            | Pavelló Pla de l’Arc, Llíria |

| 13 grudnia 202115:00 | Uzbekistan | 11:52(5:30) | Angola | Pavelló Pla de l’Arc, Llíria |
| 13 grudnia 202115:00 |            | 11:52(5:30) |        | Pavelló Pla de l’Arc, Llíria |

| 13 grudnia 202117:30 | Kamerun | 32:17(14:9) | Iran | Pavelló Pla de l’Arc, Llíria |
| 13 grudnia 202117:30 |         | 32:17(14:9) |      | Pavelló Pla de l’Arc, Llíria |

### Grupa 2
| 8 grudnia 202115:00 | Słowacja        | 31:27(17:14) | Tunezja        | Pavelló Pla de l’Arc, Llíria Widzów: 320 Sędzia: Kürşad Erdoğan, İbrahim Özdeniz |
| 8 grudnia 202115:00 | Réka Bíziková 9 | 31:27(17:14) | 5 Rakia Rezgui | Pavelló Pla de l’Arc, Llíria Widzów: 320 Sędzia: Kürşad Erdoğan, İbrahim Özdeniz |
| 8 grudnia 202115:00 | 3× · 3×         | 31:27(17:14) | 2× · 2×        | Pavelló Pla de l’Arc, Llíria Widzów: 320 Sędzia: Kürşad Erdoğan, İbrahim Özdeniz |

| 8 grudnia 202117:30 | Paragwaj         | 30:24(12:12) | Chiny          | Pavelló Pla de l’Arc, Llíria Widzów: 966 Sędzia: Marta Sá, Vânia Sá |
| 8 grudnia 202117:30 | Jazmín Mendoza 6 | 30:24(12:12) | 9 Jin Mengqing | Pavelló Pla de l’Arc, Llíria Widzów: 966 Sędzia: Marta Sá, Vânia Sá |
| 8 grudnia 202117:30 | 3× · 1×          | 30:24(12:12) | 7× · 1× · 1×   | Pavelló Pla de l’Arc, Llíria Widzów: 966 Sędzia: Marta Sá, Vânia Sá |

| 10 grudnia 202115:00 | Słowacja | 33:27(16:15) | Paragwaj | Pavelló Pla de l’Arc, Llíria |
| 10 grudnia 202115:00 |          | 33:27(16:15) |          | Pavelló Pla de l’Arc, Llíria |

| 10 grudnia 202117:30 | Tunezja | 10:0 (wo.) | Chiny | Pavelló Pla de l’Arc, Llíria |
| 10 grudnia 202117:30 |         | 10:0 (wo.) |       | Pavelló Pla de l’Arc, Llíria |

| 12 grudnia 202115:00 | Chiny | 0:10 (wo.) | Słowacja | Pavelló Pla de l’Arc, Llíria |
| 12 grudnia 202115:00 |       | 0:10 (wo.) |          | Pavelló Pla de l’Arc, Llíria |

| 12 grudnia 202115:00 | Tunezja | 35:28(17:11) | Paragwaj | Pavelló Pla de l’Arc, Llíria |
| 12 grudnia 202115:00 |         | 35:28(17:11) |          | Pavelló Pla de l’Arc, Llíria |

### Mecze o miejsca 25–32
Mecz o 31. miejsce
| 15 grudnia 202110:00 | Iran | 10:0 (wo.) | Chiny | Pavelló Pla de l’Arc, Llíria |
| 15 grudnia 202110:00 |      | 10:0 (wo.) |       | Pavelló Pla de l’Arc, Llíria |

Mecz o 29. miejsce
| 15 grudnia 202112:30 | Uzbekistan | 33:39(19:19) | Paragwaj | Pavelló Pla de l’Arc, Llíria |
| 15 grudnia 202112:30 |            | 33:39(19:19) |          | Pavelló Pla de l’Arc, Llíria |

Mecz o 27. miejsce
| 15 grudnia 202115:00 | Kamerun | 29:35(15:20) | Tunezja | Pavelló Pla de l’Arc, Llíria |
| 15 grudnia 202115:00 |         | 29:35(15:20) |         | Pavelló Pla de l’Arc, Llíria |

Mecz o 25. miejsce
| 15 grudnia 202117:30 | Angola | 23:21(11:9) | Słowacja | Pavelló Pla de l’Arc, Llíria |
| 15 grudnia 202117:30 |        | 23:21(11:9) |          | Pavelló Pla de l’Arc, Llíria |

## Faza zasadnicza

### Grupa I
| 9 grudnia 202115:30 | Rosyjska Federacja Piłki Ręcznej | 26:26(14:15) | Słowenia       | Palau d’Esports, Granollers Widzów: 385 Sędzia: María Paolantoni, Mariana García |
| 9 grudnia 202115:30 | Jekatierina Iljina 7             | 26:26(14:15) | 7 Tjaša Stanko | Palau d’Esports, Granollers Widzów: 385 Sędzia: María Paolantoni, Mariana García |
| 9 grudnia 202115:30 | 2×                               | 26:26(14:15) | 6× · 1×        | Palau d’Esports, Granollers Widzów: 385 Sędzia: María Paolantoni, Mariana García |

| 9 grudnia 202118:00 | Czarnogóra          | 25:27(18:14) | Serbia             | Palau d’Esports, Granollers Widzów: 810 Sędzia: Javier Álvarez, Ion Bustamante |
| 9 grudnia 202118:00 | Jovanka Radičević 8 | 25:27(18:14) | 8 Tamara Radojević | Palau d’Esports, Granollers Widzów: 810 Sędzia: Javier Álvarez, Ion Bustamante |
| 9 grudnia 202118:00 | 6×                  | 25:27(18:14) | 1× · 1× · 1×       | Palau d’Esports, Granollers Widzów: 810 Sędzia: Javier Álvarez, Ion Bustamante |

| 9 grudnia 202120:30 | Francja          | 26:16(14:9) | Polska                 | Palau d’Esports, Granollers Widzów: 884 Sędzia: Davor Lončar, Zoran Lončar |
| 9 grudnia 202120:30 | Pauletta Foppa 5 | 26:16(14:9) | 3 trzy piłkarki ręczne | Palau d’Esports, Granollers Widzów: 884 Sędzia: Davor Lončar, Zoran Lončar |
| 9 grudnia 202120:30 | 1× · 2×          | 26:16(14:9) | 4×                     | Palau d’Esports, Granollers Widzów: 884 Sędzia: Davor Lončar, Zoran Lončar |

| 11 grudnia 202115:30 | Czarnogóra | 25:31(10:18) | Rosyjska Federacja Piłki Ręcznej | Palau d’Esports, Granollers Sędzia: Kürșad Erdoğan, Ibrahim Özdeniz |
| 11 grudnia 202115:30 |            | 25:31(10:18) |                                  | Palau d’Esports, Granollers Sędzia: Kürșad Erdoğan, Ibrahim Özdeniz |

| 11 grudnia 202118:00 | Serbia | 19:22(12:9) | Francja | Palau d’Esports, Granollers Sędzia: Javier Álvarez, Ion Bustamante |
| 11 grudnia 202118:00 |        | 19:22(12:9) |         | Palau d’Esports, Granollers Sędzia: Javier Álvarez, Ion Bustamante |

| 11 grudnia 202120:30 | Słowenia | 26:27(13:12) | Polska | Palau d’Esports, Granollers Sędzia: Alexei Covalciuc, Igor Covalciuc |
| 11 grudnia 202120:30 |          | 26:27(13:12) |        | Palau d’Esports, Granollers Sędzia: Alexei Covalciuc, Igor Covalciuc |

| 13 grudnia 202115:30 | Polska | 33:28(16:9) | Czarnogóra | Palau d’Esports, Granollers |
| 13 grudnia 202115:30 |        | 33:28(16:9) |            | Palau d’Esports, Granollers |

| 13 grudnia 202118:00 | Serbia | 31:25(19:14) | Słowenia | Palau d’Esports, Granollers |
| 13 grudnia 202118:00 |        | 31:25(19:14) |          | Palau d’Esports, Granollers |

| 13 grudnia 202120:30 | Rosyjska Federacja Piłki Ręcznej | 28:33(12:17) | Francja | Palau d’Esports, Granollers |
| 13 grudnia 202120:30 |                                  | 28:33(12:17) |         | Palau d’Esports, Granollers |

### Grupa II
| 9 grudnia 202115:30 | Holandia          | 31:30(17:14) | Rumunia                        | Pavelló Poliesportiu, Castelló de la Plana Widzów: 450 Sędzia: Wiktorija Ałpaidze, Tatjana Bieriezkina |
| 9 grudnia 202115:30 | Bo van Wetering 6 | 31:30(17:14) | 6 Cristina Laslo, Crina Pintea | Pavelló Poliesportiu, Castelló de la Plana Widzów: 450 Sędzia: Wiktorija Ałpaidze, Tatjana Bieriezkina |
| 9 grudnia 202115:30 | 2×                | 31:30(17:14) | 3× · 2×                        | Pavelló Poliesportiu, Castelló de la Plana Widzów: 450 Sędzia: Wiktorija Ałpaidze, Tatjana Bieriezkina |

| 9 grudnia 202118:00 | Norwegia                 | 43:7(21:3) | Portoryko              | Pavelló Poliesportiu, Castelló de la Plana Widzów: 350 Sędzia: Kürşad Erdoğan, İbrahim Özdeniz |
| 9 grudnia 202118:00 | Sanna Solberg-Isaksen 10 | 43:7(21:3) | 2 trzy piłkarki ręczne | Pavelló Poliesportiu, Castelló de la Plana Widzów: 350 Sędzia: Kürşad Erdoğan, İbrahim Özdeniz |
| 9 grudnia 202118:00 | 1×                       | 43:7(21:3) | 1×                     | Pavelló Poliesportiu, Castelló de la Plana Widzów: 350 Sędzia: Kürşad Erdoğan, İbrahim Özdeniz |

| 9 grudnia 202120:30 | Kazachstan           | 20:55(10:21) | Szwecja            | Pavelló Poliesportiu, Castelló de la Plana Widzów: 290 Sędzia: Koo Bo-ok, Lee Se-ok |
| 9 grudnia 202120:30 | Irina Aleksandrowa 7 | 20:55(10:21) | 19 Nathalie Hagman | Pavelló Poliesportiu, Castelló de la Plana Widzów: 290 Sędzia: Koo Bo-ok, Lee Se-ok |
| 9 grudnia 202120:30 | 2×                   | 20:55(10:21) | 1× · 1×            | Pavelló Poliesportiu, Castelló de la Plana Widzów: 290 Sędzia: Koo Bo-ok, Lee Se-ok |

| 11 grudnia 202115:30 | Rumunia | 43:20(20:9) | Portoryko | Pavelló Poliesportiu, Castelló de la Plana Sędzia: Novica Mitrović, Miljan Vešović |
| 11 grudnia 202115:30 |         | 43:20(20:9) |           | Pavelló Poliesportiu, Castelló de la Plana Sędzia: Novica Mitrović, Miljan Vešović |

| 11 grudnia 202118:00 | Kazachstan | 15:61(9:27) | Holandia | Pavelló Poliesportiu, Castelló de la Plana Sędzia: Koo Bo-ok, Lee Se-ok |
| 11 grudnia 202118:00 |            | 15:61(9:27) |          | Pavelló Poliesportiu, Castelló de la Plana Sędzia: Koo Bo-ok, Lee Se-ok |

| 11 grudnia 202120:30 | Szwecja | 30:30(12:14) | Norwegia | Pavelló Poliesportiu, Castelló de la Plana Sędzia: Tanja Kuttler, Maike Merz |
| 11 grudnia 202120:30 |         | 30:30(12:14) |          | Pavelló Poliesportiu, Castelló de la Plana Sędzia: Tanja Kuttler, Maike Merz |

| 13 grudnia 202115:30 | Portoryko | 30:27(13:11) | Kazachstan | Pavelló Poliesportiu, Castelló de la Plana |
| 13 grudnia 202115:30 |           | 30:27(13:11) |            | Pavelló Poliesportiu, Castelló de la Plana |

| 13 grudnia 202118:00 | Szwecja | 34:30(19:14) | Rumunia | Pavelló Poliesportiu, Castelló de la Plana |
| 13 grudnia 202118:00 |         | 34:30(19:14) |         | Pavelló Poliesportiu, Castelló de la Plana |

| 13 grudnia 202120:30 | Holandia | 34:37(17:17) | Norwegia | Pavelló Poliesportiu, Castelló de la Plana |
| 13 grudnia 202120:30 |          | 34:37(17:17) |          | Pavelló Poliesportiu, Castelló de la Plana |

### Grupa III
| 8 grudnia 202115:30 | Czechy                | 26:32(13:20) | Korea Południowa | Palau d’Esports, Granollers Widzów: 542 Sędzia: Alexei Covalciuc, Igor Covalciuc |
| 8 grudnia 202115:30 | Charlotte Cholevová 6 | 26:32(13:20) | 8 Kim Jin-yi     | Palau d’Esports, Granollers Widzów: 542 Sędzia: Alexei Covalciuc, Igor Covalciuc |
| 8 grudnia 202115:30 | 2×                    | 26:32(13:20) | 2× · 1×          | Palau d’Esports, Granollers Widzów: 542 Sędzia: Alexei Covalciuc, Igor Covalciuc |

| 8 grudnia 202118:00 | Niemcy                  | 29:18(15:7) | Kongo              | Palau d’Esports, Granollers Widzów: 1558 Sędzia: Youcef Belkhiri, Sid Ali Hamidi |
| 8 grudnia 202118:00 | Johanna Stockschläder 6 | 29:18(15:7) | 7 Fanta Diagouraga | Palau d’Esports, Granollers Widzów: 1558 Sędzia: Youcef Belkhiri, Sid Ali Hamidi |
| 8 grudnia 202118:00 | 5× · 1×                 | 29:18(15:7) | 3× · 1×            | Palau d’Esports, Granollers Widzów: 1558 Sędzia: Youcef Belkhiri, Sid Ali Hamidi |

| 8 grudnia 202120:30 | Dania                | 30:19(15:11) | Węgry          | Palau d’Esports, Granollers Widzów: 1921 Sędzia: Davor Lončar, Zoran Lončar |
| 8 grudnia 202120:30 | Kristina Jørgensen 6 | 30:19(15:11) | 4 Gréta Kácsor | Palau d’Esports, Granollers Widzów: 1921 Sędzia: Davor Lončar, Zoran Lončar |
| 8 grudnia 202120:30 | 3× · 1×              | 30:19(15:11) | 3× · 1×        | Palau d’Esports, Granollers Widzów: 1921 Sędzia: Davor Lončar, Zoran Lončar |

| 10 grudnia 202115:30 | Korea Południowa | 28:37(16:19) | Niemcy | Palau d’Esports, Granollers Sędzia: Mariana García, María Paolantoni |
| 10 grudnia 202115:30 |                  | 28:37(16:19) |        | Palau d’Esports, Granollers Sędzia: Mariana García, María Paolantoni |

| 10 grudnia 202118:00 | Węgry | 30:22(16:8) | Kongo | Palau d’Esports, Granollers Sędzia: Alexei Covalciuc, Igor Covalciuc |
| 10 grudnia 202118:00 |       | 30:22(16:8) |       | Palau d’Esports, Granollers Sędzia: Alexei Covalciuc, Igor Covalciuc |

| 10 grudnia 202120:30 | Czechy | 14:29(9:12) | Dania | Palau d’Esports, Granollers Sędzia: Yousef Belkhiri, Sid Ali Hamidi |
| 10 grudnia 202120:30 |        | 14:29(9:12) |       | Palau d’Esports, Granollers Sędzia: Yousef Belkhiri, Sid Ali Hamidi |

| 12 grudnia 202115:30 | Kongo | 21:24(11:11) | Czechy | Palau d’Esports, Granollers |
| 12 grudnia 202115:30 |       | 21:24(11:11) |        | Palau d’Esports, Granollers |

| 12 grudnia 202118:00 | Korea Południowa | 28:35(13:17) | Węgry | Palau d’Esports, Granollers |
| 12 grudnia 202118:00 |                  | 28:35(13:17) |       | Palau d’Esports, Granollers |

| 12 grudnia 202120:30 | Dania | 32:16(13:8) | Niemcy | Palau d’Esports, Granollers |
| 12 grudnia 202120:30 |       | 32:16(13:8) |        | Palau d’Esports, Granollers |

### Grupa IV
| 8 grudnia 202115:30 | Chorwacja       | 28:22(12:14) | Argentyna                      | Palacio de Deportes, Torrevieja Widzów: 390 Sędzia: Karina Christiansen, Line Hansen |
| 8 grudnia 202115:30 | Stela Posavec 8 | 28:22(12:14) | 5 Luciana Mendoza, Malena Cavo | Palacio de Deportes, Torrevieja Widzów: 390 Sędzia: Karina Christiansen, Line Hansen |
| 8 grudnia 202115:30 | 6× · 2×         | 28:22(12:14) | 2×                             | Palacio de Deportes, Torrevieja Widzów: 390 Sędzia: Karina Christiansen, Line Hansen |

| 8 grudnia 202118:00 | Brazylia              | 38:31(15:15) | Austria                         | Palacio de Deportes, Torrevieja Widzów: 606 Sędzia: Karim Gasmi, Raouf Gasmi |
| 8 grudnia 202118:00 | Tamires Morena Lima 6 | 38:31(15:15) | 8 Patricia Kovács, Ines Ivancok | Palacio de Deportes, Torrevieja Widzów: 606 Sędzia: Karim Gasmi, Raouf Gasmi |
| 8 grudnia 202118:00 | 3× · 1×               | 38:31(15:15) | 5× · 2×                         | Palacio de Deportes, Torrevieja Widzów: 606 Sędzia: Karim Gasmi, Raouf Gasmi |

| 8 grudnia 202120:30 | Hiszpania                                          | 28:26(15:15) | Japonia                            | Palacio de Deportes, Torrevieja Widzów: 2000 Sędzia: Samir Krichen, Samir Makhlouf |
| 8 grudnia 202120:30 | Maitane Echeverría Martínez, Alexandrina Barbosa 5 | 28:26(15:15) | 7 Natsuki Aizawa, Hikaru Matsumoto | Palacio de Deportes, Torrevieja Widzów: 2000 Sędzia: Samir Krichen, Samir Makhlouf |
| 8 grudnia 202120:30 | 2× · 2×                                            | 28:26(15:15) | 3×                                 | Palacio de Deportes, Torrevieja Widzów: 2000 Sędzia: Samir Krichen, Samir Makhlouf |

| 10 grudnia 202115:30 | Argentyna | 19:24(10:13) | Brazylia | Palacio de Deportes, Torrevieja Sędzia: Amar Konjičanin, Dino Konjičanin |
| 10 grudnia 202115:30 |           | 19:24(10:13) |          | Palacio de Deportes, Torrevieja Sędzia: Amar Konjičanin, Dino Konjičanin |

| 10 grudnia 202118:00 | Japonia | 32:30(15:19) | Austria | Palacio de Deportes, Torrevieja Sędzia: Vladimir Jovandić, Makro Sekulić |
| 10 grudnia 202118:00 |         | 32:30(15:19) |         | Palacio de Deportes, Torrevieja Sędzia: Vladimir Jovandić, Makro Sekulić |

| 10 grudnia 202120:30 | Chorwacja | 23:27(9:12) | Hiszpania | Palacio de Deportes, Torrevieja Sędzia: Karim Gasmi, Raouf Gasmi |
| 10 grudnia 202120:30 |           | 23:27(9:12) |           | Palacio de Deportes, Torrevieja Sędzia: Karim Gasmi, Raouf Gasmi |

| 12 grudnia 202115:30 | Argentyna | 27:31(14:15) | Japonia | Palacio de Deportes, Torrevieja |
| 12 grudnia 202115:30 |           | 27:31(14:15) |         | Palacio de Deportes, Torrevieja |

| 12 grudnia 202118:00 | Austria | 27:23(12:13) | Chorwacja | Palacio de Deportes, Torrevieja |
| 12 grudnia 202118:00 |         | 27:23(12:13) |           | Palacio de Deportes, Torrevieja |

| 12 grudnia 202120:30 | Hiszpania | 27:24(12:10) | Brazylia | Palacio de Deportes, Torrevieja |
| 12 grudnia 202120:30 |           | 27:24(12:10) |          | Palacio de Deportes, Torrevieja |

## Faza pucharowa
|  |                                  |                                  |              |            |    |           |            |            |                   |                   |                   |       |       |
|  | Ćwierćfinały                     | Ćwierćfinały                     | Ćwierćfinały |            |    | Półfinały | Półfinały  | Półfinały  |                   |                   | Finał             | Finał | Finał |
|  | Ćwierćfinały                     | Ćwierćfinały                     | Ćwierćfinały |            |    | Półfinały | Półfinały  | Półfinały  |                   |                   | Finał             | Finał | Finał |
|  | 14 grudnia                       |                                  |              |            |    |           |            |            |                   |                   |                   |       |       |
|  |                                  |                                  |              |            |    |           |            |            |                   |                   |                   |       |       |
|  | Dania                            | Dania                            | 30           |            |    |           |            |            |                   |                   |                   |       |       |
|  | Dania                            | Dania                            | 30           | 17 grudnia |    |           |            |            |                   |                   |                   |       |       |
|  | Brazylia                         | Brazylia                         | 25           |            |    |           |            |            |                   |                   |                   |       |       |
|  | Brazylia                         | Brazylia                         | 25           |            |    | Francja   | Francja    | 23         |                   |                   |                   |       |       |
|  | 14 grudnia                       |                                  |              |            |    | Francja   | Francja    | 23         |                   |                   |                   |       |       |
|  |                                  |                                  | Dania        | Dania      | 22 |           |            |            |                   |                   |                   |       |       |
|  | Hiszpania                        | Hiszpania                        | Dania        | Dania      | 22 | 26        |            |            |                   |                   |                   |       |       |
|  | Hiszpania                        | Hiszpania                        |              |            |    | 26        | 19 grudnia |            |                   |                   |                   |       |       |
|  | Niemcy                           | Niemcy                           | 21           |            |    |           |            |            |                   |                   |                   |       |       |
|  | Niemcy                           | Niemcy                           | 21           |            |    | Francja   | Francja    | 22         |                   |                   |                   |       |       |
|  | 15 grudnia                       |                                  |              |            |    | Francja   | Francja    | 22         |                   |                   |                   |       |       |
|  |                                  |                                  | Norwegia     | Norwegia   | 29 |           |            |            |                   |                   |                   |       |       |
|  | Norwegia                         | Norwegia                         | Norwegia     | Norwegia   | 29 | 34        |            |            |                   |                   |                   |       |       |
|  | Norwegia                         | Norwegia                         | 17 grudnia   |            |    | 34        |            |            |                   |                   |                   |       |       |
|  | Rosyjska Federacja Piłki Ręcznej | Rosyjska Federacja Piłki Ręcznej | 28           |            |    |           |            |            |                   |                   |                   |       |       |
|  | Rosyjska Federacja Piłki Ręcznej | Rosyjska Federacja Piłki Ręcznej | 28           |            |    | Norwegia  | Norwegia   | 27         | Mecz o 3. miejsce | Mecz o 3. miejsce | Mecz o 3. miejsce |       |       |
|  | 15 grudnia                       |                                  |              |            |    | Norwegia  | Norwegia   | 27         | Mecz o 3. miejsce | Mecz o 3. miejsce | Mecz o 3. miejsce |       |       |
|  |                                  |                                  | Hiszpania    | Hiszpania  | 21 |           |            | 19 grudnia | 19 grudnia        | 19 grudnia        |                   |       |       |
|  | Francja                          | Francja                          | Hiszpania    | Hiszpania  | 21 | 31        |            | 19 grudnia | 19 grudnia        | 19 grudnia        |                   |       |       |
|  | Francja                          | Francja                          |              |            |    |           |            | Dania      | Dania             | 35                |                   |       |       |
|  | Szwecja                          | Szwecja                          | 26           |            |    |           |            |            | Dania             | 35                |                   |       |       |
|  | Szwecja                          | Szwecja                          | 26           |            |    |           |            | Hiszpania  | Hiszpania         | 28                |                   |       |       |
|  |                                  |                                  |              |            |    |           |            |            | Hiszpania         | 28                |                   |       |       |

### Ćwierćfinały
| 14 grudnia 202117:30 | Dania | 30:25(14:13) | Brazylia | Palau d’Esports, Granollers |
| 14 grudnia 202117:30 |       | 30:25(14:13) |          | Palau d’Esports, Granollers |

| 14 grudnia 202120:30 | Hiszpania | 26:21(14:10) | Niemcy | Palau d’Esports, Granollers |
| 14 grudnia 202120:30 |           | 26:21(14:10) |        | Palau d’Esports, Granollers |

| 15 grudnia 202117:30 | Norwegia | 34:28(19:15) | Rosyjska Federacja Piłki Ręcznej | Palau d’Esports, Granollers |
| 15 grudnia 202117:30 |          | 34:28(19:15) |                                  | Palau d’Esports, Granollers |

| 15 grudnia 202120:30 | Francja | 31:26(15:15) | Szwecja | Palau d’Esports, Granollers |
| 15 grudnia 202120:30 |         | 31:26(15:15) |         | Palau d’Esports, Granollers |

### Półfinały
| 17 grudnia 202117:30 | Francja | 23:22(10:12) | Dania | Palau d’Esports, Granollers |
| 17 grudnia 202117:30 |         | 23:22(10:12) |       | Palau d’Esports, Granollers |

| 17 grudnia 202120:30 | Norwegia | 27:21(11:11) | Hiszpania | Palau d’Esports, Granollers |
| 17 grudnia 202120:30 |          | 27:21(11:11) |           | Palau d’Esports, Granollers |

### Mecz o 3. miejsce
| 19 grudnia 202114:30 | Dania | 35:28(16:13) | Hiszpania | Palau d’Esports, Granollers |
| 19 grudnia 202114:30 |       | 35:28(16:13) |           | Palau d’Esports, Granollers |

### Finał
| 19 grudnia 202117:30 | Francja | 22:29(16:12) | Norwegia | Palau d’Esports, Granollers |
| 19 grudnia 202117:30 |         | 22:29(16:12) |          | Palau d’Esports, Granollers |

## Klasyfikacja końcowa
| Miejsce | Reprezentacja                    |
| ------- | -------------------------------- |
| złoto   | Norwegia                         |
| srebro  | Francja                          |
| brąz    | Dania                            |
| 4       | Hiszpania                        |
| 5       | Szwecja                          |
| 6       | Brazylia                         |
| 7       | Niemcy                           |
| 8       | Rosyjska Federacja Piłki Ręcznej |
| 9       | Holandia                         |
| 10      | Węgry                            |
| 11      | Japonia                          |
| 12      | Serbia                           |
| 13      | Rumunia                          |
| 14      | Korea Południowa                 |
| 15      | Polska                           |
| 16      | Austria                          |
| 17      | Słowenia                         |
| 18      | Chorwacja                        |
| 19      | Czechy                           |
| 20      | Portoryko                        |
| 21      | Argentyna                        |
| 22      | Czarnogóra                       |
| 23      | Kongo                            |
| 24      | Kazachstan                       |
| 25      | Angola                           |
| 26      | Słowacja                         |
| 27      | Tunezja                          |
| 28      | Kamerun                          |
| 29      | Paragwaj                         |
| 30      | Uzbekistan                       |
| 31      | Iran                             |
| 32      | Chiny                            |